# Risorse idriche condivise

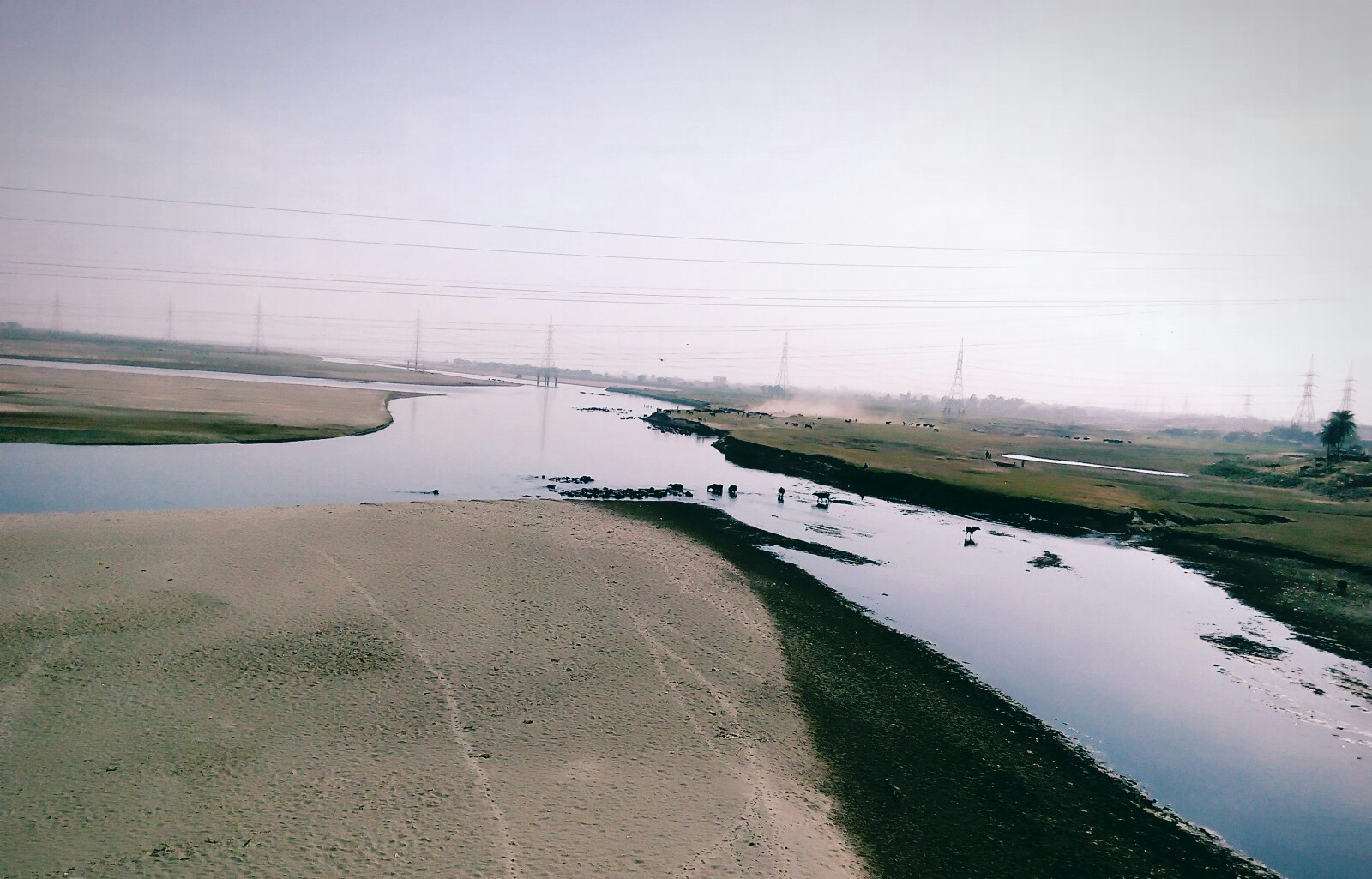
Il Ravi è un fiume transfrontaliero che attraversa l'India nordoccidentale e il Pakistan orientale.

Per risorsa idrica condivisa, o transfrontaliera, si intende un bacino idrico (possono essere falde acquifere o bacini lacustri e fluviali) condiviso tra due o più entità statali. 
Nel 1978, le Nazioni Unite hanno catalogato 214 bacini internazionali. Tuttavia, recenti rovesci politici e sociali hanno determinato una frammentazione di precedenti Stati unitari, com'è avvenuto per l'ex Unione Sovietica o la Jugoslavia: ciò ha provocato l'internazionalizzazione di alcuni bacini che in precedenza erano considerati nazionali. Inoltre, le recenti tecniche di mappatura satellitare e le ultime tecnologie hanno permesso una più corretta sistemazione dei confini tra stati. A causa di questi cambiamenti, nel 2001 si contavano 261 bacini idrici internazionali tra fiumi e laghi, suddivisi tra 145 diverse nazioni e che coprono il 45,3% della superficie terrestre del pianeta; venti anni dopo, la stima si è alzata a 286 bacini e 592 sistemi acquiferi transfrontalieri, condivisi tra 153 paesi, di cui solo 24 hanno firmato accordi di cooperazione. 

## Interessi
Essendo l'acqua considerata un bene primario, la crescita dell'economia di uno Stato potrebbe a volte essere influenzata dalla eventuale disponibilità di risorse idriche sul territorio. 
Lo sfruttamento e il controllo delle fonti sono quindi, talora, importanti per le politiche di molte nazioni, soprattutto se in via di sviluppo. Si contano 54 paesi che risiedono, per più del 95% del loro territorio, in prossimità di un bacino idrico internazionale; tra questi, non si registrano solo alcuni microstati, come il Liechtenstein o Andorra, ma anche paesi come Zambia, Bangladesh, Ungheria e Bielorussia. 19 bacini sono condivisi tra più di cinque paesi; si passa da fiumi come il Mekong e il Volga che attraversano dai cinque agli otto Stati, a bacini come il Danubio che interessano 17 nazioni.
Intorno ai bacini internazionali risiede più del 40% della popolazione del pianeta e la qualità della vita di questi individui può patire influenza dalla quantità d'acqua disponibile, alla sua qualità e alla possibilità di sfruttare liberamente tale risorsa per commerciare, per irrigare i campi o semplicemente per spostarsi.
Raramente questi bacini internazionali vengono gestiti in maniera efficiente dai paesi rivieraschi. Le motivazioni sono molteplici: situazioni di conflitto latente o manifesto, differenze nel grado di sviluppo economico, mancanza di volontà politica. Il risultato è che spontaneamente la risorsa è allocata in modo inefficiente: si verifica, quindi, un fallimento del mercato, dovuto a sprechi, sfruttamento congestionante, strategie di free riding ed iniquità nella distribuzione.
Le implicazioni, in termini economici, politici e sociali di una tale condotta d'azione delle politiche governative sono molteplici. Insieme all'aumento dei bacini idrici internazionali, si è registrato anche un innalzamento del numero di aree del pianeta definite water-stressed, ovvero con elevati livelli di scarsità idrica o con risorse idriche che sarebbero sufficienti, ma che sono di qualità scadente a causa di elevati livelli d'inquinamento o il cui accesso è vincolato o addirittura vietato.

## Principali problematiche
I segmenti più deboli della popolazione sono i primi a risentire della scarsità idrica, specialmente nei Paesi in via di sviluppo. Contestualmente, il settore agroalimentare subisce maggiormente la mancanza o la scarsità d'acqua. Le conseguenze sono molteplici: con l'abbandono delle campagne si generano dei flussi migratori interni diretti verso le città e l'arretramento delle zone coltivate contribuisce in maniera sensibile al fenomeno della desertificazione.
Le migrazioni provocate dal degrado ambientale tendono a modificare la distribuzione della popolazione sul territorio, il che può influenzare il livello di salute della popolazione. Un inurbamento incontrollato, ad esempio, può facilitare la trasmissione di malattie quali tubercolosi, meningite, poliomielite specialmente nelle affollate periferie povere delle città dove le condizioni igieniche sono del tutto insoddisfacenti.
La scarsità di risorse idriche crea, inoltre, un circolo vizioso tra povertà, degrado ambientale e condizioni di salute per le popolazioni che decidono di restare nelle campagne. Uno studio ha definito questo fenomeno la trappola ambientale della povertà.
A livello internazionale, la scarsità idrica influisce direttamente sullo sviluppo economico degli Stati. Ripercuotendosi sui livelli produttivi (in particolare in agricoltura), costringe i governi a modificare la propria bilancia commerciale, aumentando le importazioni di generi alimentari. Succede, ad esempio, nei paesi della sponda sud del Mediterraneo, una delle aree più water-stressed del pianeta: stati come l'Algeria, la Siria, l'Egitto, la Libia, il Libano subiscono una vera “dipendenza alimentare” nei confronti dell'Unione europea. Tuttavia, mentre l'Algeria e la Libia riescono a coprire questo deficit grazie alle esportazioni di petrolio ed idrocarburi, le altre nazioni non dispongono di merce di scambio o da esportazione e di interesse strategico. La mancanza d'acqua per il sostegno al settore agricolo può generare enormi problemi in termini di debito estero, in quanto la riduzione delle derrate alimentari prodotte internamente deve essere compensata da un aumento delle importazioni.
I problemi di sviluppo economico hanno delle conseguenze sociali che possono influire anche su altre aree del pianeta. La riduzione delle produzioni agricole, un settore che in certi paesi arretrati richiede molta manodopera e risorse, crea profonde fratture sociali in termini occupazionali che, spesso, non hanno altra soluzione che l'emigrazione verso paesi economicamente più avanzati. La scarsità idrica non genera solamente flussi migratori di lavoratori. I rischi di conflitto armato e di crisi sanitarie, dovute alle terribili condizioni igienico-sanitarie legate alla scarsità d'acqua, possono generare flussi di rifugiati e sfollati di grandi dimensioni, spingendo la comunità internazionale a mobilitarsi per gestire la crisi e fornire assistenza a queste persone. Questi spostamenti di massa internazionali possono, inoltre, generare ulteriori frizioni sociali nei paesi riceventi.